# ناحية الكسوة
ناحية الكسوة إحدى نواحي سوريا تتبع إداريّاً لمحافظة ريف دمشق منطقة مركز ريف دمشق ومركزها مدينة الكسوة، بلغ تعداد سكان الناحية 112,095 نسمة حسب التعداد السكاني لعام 2004.

## بلدات وقرى ناحية  الكسوة
العادلية، أركيس، دير علي، ديرخبية، عين البيضة، عين السودة، الحرجلة، جب الصفا، خان دنون، خربة الشياب، خيارة دنون، الكسوة، مرانة، المطلة، مرجانة، مقيليبة، قارا، السعادة، شقحب، الطيبة، أم العواميد، زاكية، الزريقية.